# Marfan-szindróma
A Marfan-szindróma autoszomális domináns öröklődésű betegség, melynek legjellegzetesebb tünetei a vázrendszeri eltérések, ám mégis a betegek életére a súlyos szív- és érrendszeri elváltozások jelentik a legnagyobb veszélyt. Kialakulásáért az esetek 90 százalékában a fibrillin-1 (FBN-1) nevű, kötőszöveti rostokat kódoló gén mutációja miatt fellépő haploid elégtelenség felelős. A fennmaradó 10 százalék a transzformáló növekedési faktor béta (TGF-béta) receptorát kódoló mutáció miatt jön létre. Gyakorisága 1:10000 és 1:30000 közötti. Ezek alapján Magyarországon ma hozzávetőlegesen 1000-2000 ember érintett ebben a tünetegyüttesben. Nevét Antoine Marfan (1858–1942) francia gyermekorvosról kapta, aki először írta le a tüneteit 1896-ban.

## Tünetek, diagnózis

Hüvelykujjpróba. A felső az egészséges, az alsó a Marfan-szindrómára utaló jel

A Marfan-szindróma diagnózisa elsősorban klinikai vizsgálatokon alapul, melynek oka az, hogy a genetikai vizsgálat egyelőre igen költséges. A fibrillin-1-nek ugyanis több mint 600 különböző típusú mutációja ismeretes, mely felelős lehet a Marfan-szindróma kialakulásáért, s így a genetikai vizsgálat csak direkt vagy indirekt szekvenálási eljárásokkal lehetséges. Ilyen direkt módszer a Sanger-féle szekvenálás, míg az SSCP (single strand conformation polymorphism), a DHPLC (denaturing high-performance liquid chromatography), a heteroduplex analízis, továbbá a HRM (high resolution melting analysis), melyet 2009-ben javasoltak tajvani kutatók a fibrllin-1 gén vizsgálatára, az indirekt szekvenálási eljárások közé tartoznak. Ezek közül jelenleg egyiket sem alkalmazzák hazánkban a Marfan-szindróma rutin diagnosztikájában. Kizárólag egyéni kérésre, a vizsgálat ellenértékének megtérítése esetén van lehetőség molekuláris vizsgálatok elvégzésére.
1996-ban Anna de Paepe és munkatársai, a Genti Egyetem kutatói a Marfan-szindróma klinikai jegyeit egységes nozológiába (tünettan) foglalták, melyre az irodalomban Gent-kritériumok, illetve Gent-nozológia néven hivatkoznak. Ez a rendszer a különböző manifesztációkat az érintett szervrendszer alapján csoportosítja, s a tünetek specificitása alapján major és minor kritériumok közé sorolja azokat (a minor kritériumok kevésbé specifikusak a Marfan-szindrómára, vagyis nagyobb arányban fordulnak elő más betegségekben is). A rendszer figyelembe veszi a családtagok esetleges érintettségét és a genetikai vizsgálatok eredményét is. A Marfan-szindróma diagnózisának kimondásához, leegyszerűsítve, két major, vagy egy major és két minor kritérium teljesülése szükséges. A meglévő kritériumok értékelése azonban bonyolultabb, hiszen a családi anamnézis és az esetleges mutációanalízis eredménye is módosíthatja a kórisméhez szükséges kritériumok számát. Az alábbiakban az érintett szervrendszerek szerint csoportosítva olvashatók az egyes kritériumok.
Vázrendszer - major kritériumok
- pectus carinatum („tyúkmell”)
- műtéti beavatkozást igénylő pectus excavatum (tölcsér mellkas)
- csökkent felső szegment – alsó szegment arány (upper to lower segment ratio) vagy 1,05-nál nagyobb karfesztávolság – testmagasság arány
- csukló és hüvelykujj tünet (wrist and thumb sign)
- scoliosis (a gerinc oldalirányú görbülete, gerincferdülés) vagy spondylolisthesis (csigolyacsuszamlás)
- a könyök csökkent feszíthetősége
- a malleolus medialis pes planust okozó medialis elmozdulása (a belső boka lúdtalpat okozó befelé irányuló elmozdulása)
- bármilyen fokú protrusio acetabuli (a csípőízület ízületi vápája, az acetabulum túl mély, súlyosabb esetben beboltosul a medence üregébe)

Vázrendszer - minor kritériumok
- mérsékelten súlyos pectus excavatum (tölcsér mellkas)
- ízületek hipermobilitása (laza, tág határok között mozgatható ízületek)
- magasan ívelt, gótikus szájpad összezsúfolt fogakkal
- a szindróma valamely megnyilvánulása az arcon

(dolichocephalia – hosszúfejűség, malaris hypoplasia – a középarc fejletlensége, enophthalmus – a szemgolyó besüllyedése a szemüregbe, retrognathia – hátrább álló állkapocs, lefelé lejtő fissura palpebralis (szemrés))
Szív- és érrendszer - major kritériumok
- a felszálló aorta tágulata aorta insufficientiával (az aorta billentyű elégtelen működése) vagy anélkül, mely legalább a Valsalva-sinusokat (sinus aortae; az aorta zöldhagymaszerű kiöblösödése az aorta eredésénél) érinti
- a felszálló aorta dissectiója (az aorta rétegeinek lap szerinti szétválása)

Szív- és érrendszer - minor kritériumok
- a mitralis billentyű prolapsusa (a kéthegyű szívbillentyű bedomborodása a bal pitvarba) mitralis regurgitatióval (a vér visszaáramlik a bal kamrából a bal pitvarba) vagy anélkül
- a truncus pulmonalis (tüdőverőér) tágulata, ha nincs valvularis vagy periferiás stenosis (a tüdőartéria billentyűjének vagy a tüdő kis ereinek szűkülete) vagy bármily egyéb nyilvánvaló kiváltó ok; 40 éves kor alatt értelmezhető kritérium
- a mitralis annulus (a kéthegyű szívbillentyűt övező kötőszövetes-rostos gyűrű) meszesedése; 40 éves kor alatt vehető figyelembe
- a leszálló aorta thoracalis (mellkasi) vagy abdominális (hasi) szakaszának tágulata vagy dissectiója (az aorta rétegeinek lap szerinti szétválása); 50 éves kor alatt értékelhető

Légzőrendszer - major kritérium
- nincs

Légzőrendszer - minor kritériumok
- spontán pneumothorax (külső trauma, sérülés hiányában kialakuló légmell)
- apicalis blebek, bullák (a tüdőcsúcson található hólyagok); meglétük röntgenfelvétel alapján igazolható

Látószerv - major kritérium
- ectopia lentis (a szemlencse rendellenes elhelyezkedése)

Látószerv - minor kritériumok
- abnormálisan lapos cornea (szaruhártya); keratometriával igazolható (szemészeti vizsgálómódszer)
- a szemgolyó megnövekedett axiális (tengelyirányú) átmérője; ultrahang vizsgálattal állapítható meg; felnőtteknél normálisan kisebb, mint 23,5 mm
- a következők egyike (a két eltérés általában együtt jelentkezik, ezért mindkettő jelenléte esetén is csak egy kritérium teljesül)
- iris hypoplasia – fejletlen szivárványhártya vagy
- csökkent miosist eredményező musculus ciliaris hypoplasia – a pupillaszűkítő izom fejletlensége miatt erős fény hatására a pupilla képtelen megfelelő mértékben szűkülni

Bőr és kültakaró - major kritérium
- nincs

Bőr és kültakaró - minor kritériumok
- Striae atrophicae (szövetpusztulásból eredő csíkok a bőrön; feszülési jelek), melyek nem hozhatók összefüggésbe jelentős testtömegváltozással, terhességgel vagy ismétlődő stresszhatással
- visszatérő vagy vágásoknál jelentkező hernia (sérv)

## Magyar Marfan Alapítvány
A 2002-ben alapított Magyar Marfan Alapítvány célja a Marfan-szindrómában szenvedő betegek életminőségének és életkilátásainak javítása, s ennek érdekében a Marfan-szindrómások felkutatása, a korai diagnózis és a szükséges szakorvosi beavatkozások elősegítése. További fontos cél az életmódra nevelés, a társadalmi beilleszkedésre, a családalapításra vonatkozó segítségnyújtás, illetve a tünetegyüttessel kapcsolatos kutatások előmozdítása.

## Érdekességek
Egyiptológusok feltételezték, hogy Ehnaton fáraó ebben a betegségben szenvedett. Az újabb genetikai vizsgálatok ezt nem erősítették meg.